# Camino de ronda

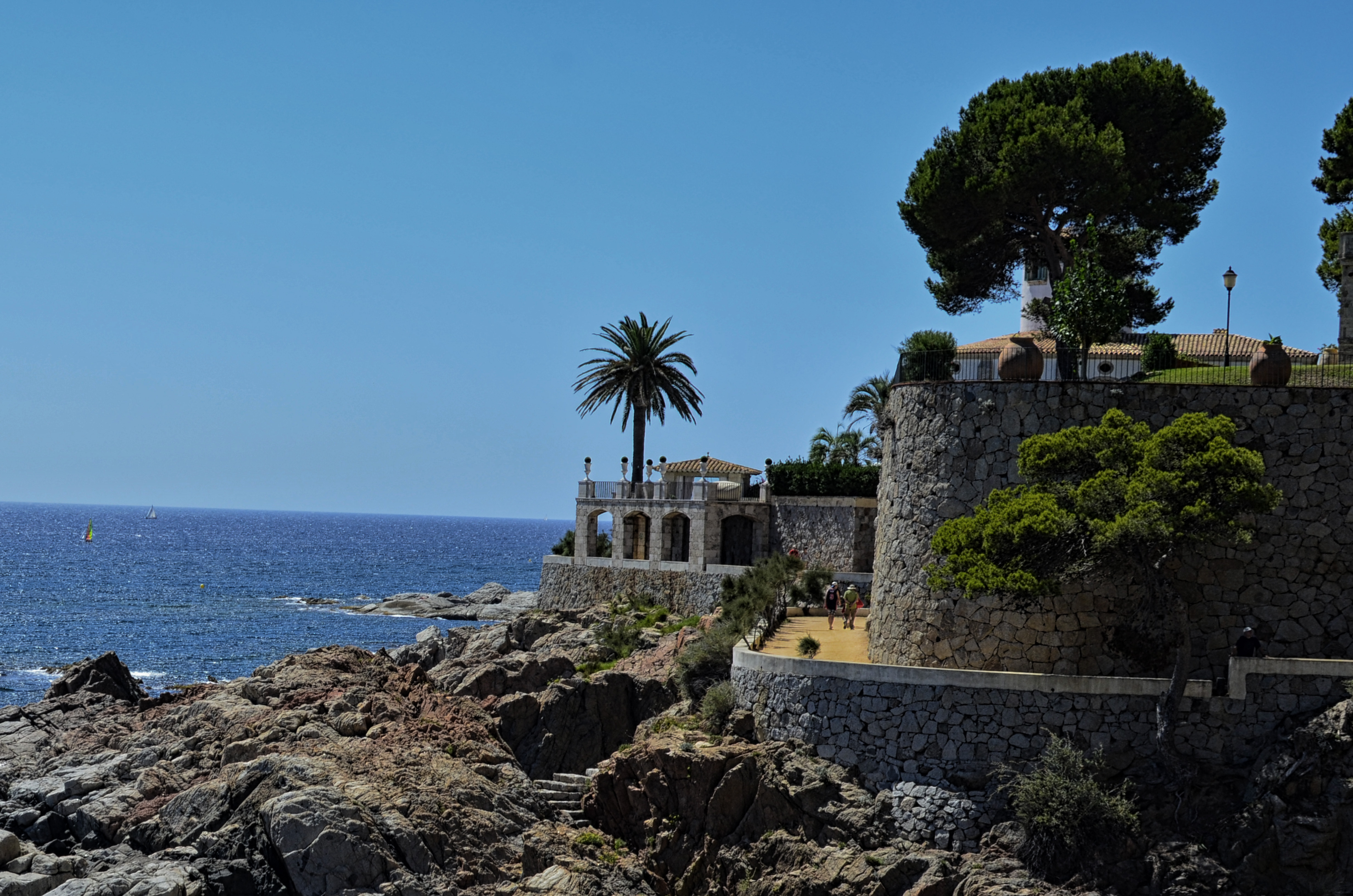
Fotografía de un inmueble inscrito como Bien Cultural de Interés Local (BCIL) en el Inventario del Patrimonio Cultural catalán.

Camino de Ronda (Cataluña) es el nombre por el que era conocido el trayecto que discurría por la tranquila Costa Brava y que era utilizado por la Guardia Civil para controlar la frontera marítima española y evitar el contrabando. 
Hoy en día se le conoce también como un atractivo paseo a través del cual podemos desplazarnos por la costa brava y sus respectivas playas. En los últimos años, se han ido haciendo reformas gracias a las que han hecho del paseo una ruta turística.

## Historia
Sus orígenes se sitúan en el siglo XIX cuando se habilitó un pequeño sendero a través de los acantilados y costas de la costa de Cataluña para controlar las poblaciones de la costa. En el siglo XX, especialmente en la postguerra, adquirió una importancia capital al servir básicamente de control del estraperlo, actividad en auge debido a la pésima situación de España tras la guerra civil española. Sin embargo, la gran corrupción imperante de la época impidieron que se cerrase del todo esta vía, ayudando, a pesar del elevado precio de los productos y el enriquecimiento de unos pocos, a paliar levemente la pésima situación de los años 40 y 50, en los que había una elevada carestía de alimentos, herramientas y otros productos básicos.
Con el desarrollo económico de España, el camino de ronda dejó de ser importante, perdiendo su utilidad con el ingreso de España en la Unión Europea y el consiguiente Mercado común y desaparición de las fronteras.
- Datos: Q5028830
- Multimedia: Camí de Ronda / Q5028830